# Élixirs floraux de Bach
Pour les articles homonymes, voir Bach (homonymie).

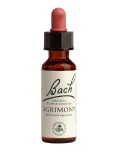
Élixir floral d'Aigremoine.

Les élixirs floraux de Bach, parfois désignés simplement sous les noms de fleurs de Bach ou de remèdes de Bach, sont des macérations alcooliques de plantes, dits « élixirs floraux », réalisés à partir des fleurs de trente-sept espèces de plantes, auxquelles s'ajoute l'eau de roche, ce qui donne donc 38 « élixirs » au total. Par extension, ils désignent la pratique à visée thérapeutique qui les utilise, conceptualisée entre 1928 et 1936 par Edward Bach, médecin et homéopathe anglais.
La conception de cette pratique repose sur la croyance qu'à chaque état psychologique négatif défini correspondrait une espèce de plante, selon un choix intuitif d'Edward Bach ne reposant pas sur la méthode expérimentale. Par ailleurs, le classement qu'il établit en sept états psychologiques négatifs, comprenant trente-huit sous-états psychologiques négatifs, est lui aussi arbitraire et ne repose sur aucune étude empirique.
L'utilisation des élixirs floraux de Bach est d'emblée une pratique infondée, car ses concepteurs et ses promoteurs, à qui incombe la charge de la preuve, n'ont jamais apporté d'éléments de preuve de l'efficacité thérapeutique qu'ils affirment. De plus, a posteriori, aucune étude scientifique n'a montré de preuve d'une quelconque efficacité. Elle est donc considérée comme une pseudo-médecine et sa promotion en tant que thérapie efficace relève de la pseudo-science.

## Origine et conceptualisation
Bach déterminait les caractéristiques des fleurs par intuition et selon son inspiration. Il déclara qu'il lui suffisait de tenir une fleur ou de goûter un pétale pour connaître intuitivement sa qualité thérapeutique. Étant médecin, il utilisait ensuite ses préparations auprès de ses patients. Néanmoins, aucune de ses fleurs n'a été étayée par expérimentation scientifique sur un échantillon significatif de gens, et le tout se base sur son « intuition » ; sans argumentation scientifique.

## Absence d'efficacité prouvée
Les recherches menées sur les adultes et les enfants attribuent uniquement un effet placebo aux fleurs de Bach. Celui-ci serait renforcé par l'introspection de l'état émotionnel du patient et par le fait d'être écouté du praticien, l'acte consistant à sélectionner et à prendre le remède agissant, dans cette hypothèse, comme un « rituel relaxant ».
Les essais cliniques systématiques de remèdes à base de fleurs de Bach sur les êtres humains adultes n'ont pas montré d'effet au-delà de l'effet placebo,.
Selon Edzard Ernst, professeur de médecine complémentaire à l'université d'Exeter, « l'hypothèse selon laquelle les fleurs de Bach auraient un effet supérieur à un placebo n'est pas soutenue par les études cliniques rigoureuses réalisées »,.
Une étude de 2005 a considéré inefficace le traitement par les fleurs de Bach pour l'hyperactivité chez l'enfant.
L'usage de ces élixirs reposant essentiellement sur la croyance et donc sur le talent de persuasion de celui qui les prodigue, le recours à de telles méthodes est considéré comme pouvant fragiliser les patients/consommateurs vis-à-vis des courants sectaires, friands de ce genre de passerelle idéologique.

## Liste des 38 fleurs de Bach
Voici la liste des 38 fleurs de Bach (avec leur nom en anglais puis en latin) :
- Aigremoine (Agrimony, Agrimonia eupatoria)
- Ajonc (Gorse, Ulex europaeus)
- Bourgeon de marronnier blanc (Chestnut Bud, Aesculus hippocastanum)
- Bruyère (Heather, Calluna vulgaris)
- Centaurée (Centaury, Centaurium umbellatum)
- Charme (Hornbeam, Carpinus betulus)
- Châtaignier (Sweet Chestnut, Castanea sativa)
- Chêne (Oak, Quercus robur)
- Chèvrefeuille (Honeysuckle, Lonicera caprifolium)
- Chicorée (Chicory, Cichorium intybus)
- Clématite (Clematis, Clematis vitalba)
- Eau de roche (Rock Water)
- Églantier (Wild Rose, Rosa canina)
- Étoile de Bethlehem (Star of Bethlehem, Ornithogalum umbellatum)
- Folle avoine (Wild Oat, Bromus ramosus)
- Gentiane (Gentian, Gentiana amarella)
- Hélianthème (Rock Rose, Helianthemum nummularium)
- Hêtre (Beech, Fagus sylvatica)
- Houx (Holly, Ilex aquifolium)
- Impatiente (Impatiens, Impatiens glandulifera)
- Marronnier blanc (Chestnut Bud, Aesculus hippocastanum)
- Marronnier à fleurs rouges (Red Chestnut, Aesculus carnea)
- Mélèze (Larch, Larix decidua)
- Mimule (Mimulus, Mimulus guttatus)
- Moutarde (Mustard, Sinapis arvensis)
- Noyer (Walnut, Juglans regia)
- Olivier (Olive, Olea europaea)
- Orme (Elm, Ulmus procera)
- Pin sylvestre (Pine, Pinus sylvestris)
- Plumbago (Cerato, Ceratostigma willmottiana)
- Pommier sauvage (Crab Apple, Malus sylvestris)
- Prunier myrobolan (Cherry Plum, Prunus cerasifera)
- Saule blanc (Willow, Salix vitellina)
- Scléranthe (en) (Scleranthus, Scleranthus annus)
- Tremble (Aspen, Populus tremula)
- Verveine (Vervain, Verbena officinalis)
- Vigne (Vine, Vitis vinifera)
- Violette d'eau (Water Violet, Hottonia Palustris)

#### Ouvrages
- Alain Horvilleur, Fleurs de Bach et homéopathie – Le duo gagnant, Testez éditions, 2007
- Annie Guibert, Fleurs de Bach, fleur de soi, Éditions Médicis, 2008
- Marie-Dominique Lejosne, Fleurs de Bach, guide simple et pratique, Éditions d'Utovie, 2011
- Dr Edward Bach, La guérison par les Fleurs, Éditions Le Courrier du Livre, 2010
- Stefan Ball, Le guide des Fleurs de Bach, Éditions Larousse Poche, 2010
- Nora Weeks, Les découvertes médicales d'Edward Bach, médecin, Éditions Le Courrier du Livre, 2010
- Dr Pascale Millier, Les Fleurs de Bach, Éditions Eyrolles Pratiques, 2010
- Mechthild Scheffer et Erika Laïs, Manuel complet des quintessences florales du Dr Edward Bach : Initiation, perfectionnement, Éditions Le Courrier du Livre, 2011
- Paul Ferris, Les Fleurs du Docteur Bach - Savoir vivre avec ses émotions, Litos, 2024

#### Ouvrages critiques
- Richard Monvoisin, Les fleurs de Bach, Enquête au pays des élixirs, Book-e-book.com, 2008 (ISBN 978-2-915312-14-0)